# Raschau-Markersbach
Raschau-Markersbach is een gemeente en plaats in de Duitse deelstaat Saksen. De gemeente maakt deel uit van het Erzgebirgskreis.
Raschau-Markersbach telt 4.948 inwoners.

## Geschiedenis
De gemeente is ontstaan op 1 januari 2008 door de samenvoeging van de toenmalige gemeenten Raschau en Markersbach.

## Gemeente-indeling
Raschau-Markersbach bestaat uit de dorpen:
- Raschau
- Langenberg
- Markersbach
- Unterscheibe
- Mittweida
- Obermittweida

## Geografie
In het noorden grenst het aan Grünhain-Beierfeld en Elterlein, in het oosten grenst het aan Scheibenberg en Crottendorf, in het zuidoosten aan Oberwiesenthal, in het zuiden aan Breitenbrunn/Erzgeb. en in het westen aan Schwarzenberg.
Ten zuiden liggen het Unterbecken en Oberbecken in het Natuurpark Erzgebirge Vogtland.

## Bezienswaardigheden
- Allerheiligenkirche Raschau
- St.-Barbara-Kirche Markersbach
- Bauernhäuser (vakwerkhuizen) uit 1687
- Twee kalkovens uit 1900 in Langenberg

Panorama Raschau

- Pumpspeicherwerk Markersbach
- Markersbacher Viadukt (37 m hoog)

Amtsberg · Annaberg-Buchholz · Aue-Bad Schlema · Auerbach · Bärenstein · Bockau · Börnichen/Erzgeb. · Breitenbrunn/Erzgeb. · Burkhardtsdorf · Crottendorf · Deutschneudorf · Drebach · Ehrenfriedersdorf · Eibenstock · Elterlein · Gelenau/Erzgeb. · Geyer · Gornau · Gornsdorf · Großolbersdorf · Großrückerswalde · Grünhain-Beierfeld · Grünhainichen · Heidersdorf · Hohndorf · Jahnsdorf/Erzgeb. · Johanngeorgenstadt · Jöhstadt · Königswalde · Lauter-Bernsbach · Lößnitz · Lugau · Marienberg · Mildenau · Neukirchen/Erzgeb. · Niederdorf · Niederwürschnitz · Oberwiesenthal · Oelsnitz/Erzgeb. · Olbernhau · Pfaffroda · Pockau-Lengefeld · Raschau-Markersbach · Scheibenberg · Schlettau · Schneeberg · Schönheide · Schwarzenberg · Sehmatal · Seiffen/Erzgeb. · Stollberg/Erzgeb. · Stützengrün · Tannenberg · Thalheim · Thermalbad Wiesenbad · Thum · Wolkenstein · Zschopau · Zschorlau · Zwönitz